# Apochinomma formica
Apochinomma formica är en spindelart som beskrevs av Simon 1896. Apochinomma formica ingår i släktet Apochinomma och familjen flinkspindlar. Inga underarter finns listade i Catalogue of Life.